# アーサーの玉座
アーサーの玉座（Arthur's Seat）は、スコットランドにある丘。 
アーサーの玉座はエディンバラのホリールード・パーク(en:Holyrood Park)にあり、公園の大部分を形成しているいくつもの丘の中で最も標高が高い。作家ロバート・ルイス・スティーヴンソンは、「規模からすると丘に過ぎないが、その荒々しい姿は立派な山である」と表現している。

## 概要
エディンバラ城の東約1マイル (1.6 km)先に位置し、エディンバラ市街に乗り出すように標高250.5 m (822 ft)の姿を見せている。丘の上からは市街の素晴らしい眺望が楽しめ、比較的登りやすいことから、丘歩き(en:hillwalking)に人気がある。ほとんどどの方角からも登ることができるが、一番やさしくわかりやすい上り道は東側のダンサピー湖(Dunsapie Loch)から草地の坂道を上がっていくルートである。
丘の尾根であるソールズベリー・クラッグス(en:Salisbury Crags)は、様々な難易度のルートを持つ歴史的なロッククライミング(en:rock climbing)の名所でもある。しかしながら危険性のためロッククライミングは現在南端のサウス・クウォーリー(South Quarry)のみに制限されており、挑戦の際には許可が必要である。
アーサー王に由来するように思われるこの名は、しかしながらウェールズの叙事詩『ア・ゴドズィン』といったアーサー王にまつわる伝説に由来するという説には現在多くの批判がある。イギリス国内のいくつかの他の丘や山の頂上が同じような名を持つという事実はこの批判が支持される１つの理由になっている。例えば、ハイランド西部にあるベン・アーサー(Ben Arthur、または、ザ・コブラー(en:The Cobbler))の山頂は時々アーサーの玉座の名でも知られており、また、カンブリアの湖水地方にある山ストーン・アーサー(en:Stone Arthur)を峰として抱く山稜はアーサーの椅子(Arthur's Chair)と呼ばれている。
エディンバラのアーサーの玉座にはスコットランド・ゲール語の名前は付けられていなかったが、ウィリアム・メイトランド (William Maitland) はこのアーサーの玉座という名はÀrd-na-Said("矢の高さ"の意味)が長い年月を通じて(おそらくは一旦"射手の椅子" (Archer's Seat) を経由して)変形したという説を提唱している。
その他に、ジョン・ミルンの提唱する語源Àrd-thir Suidhe("高地"を意味する)があるが、この説は名前要素の転換を前提としている点が難になっており、多数の支持を得るには至っていない。

## 自然遺産

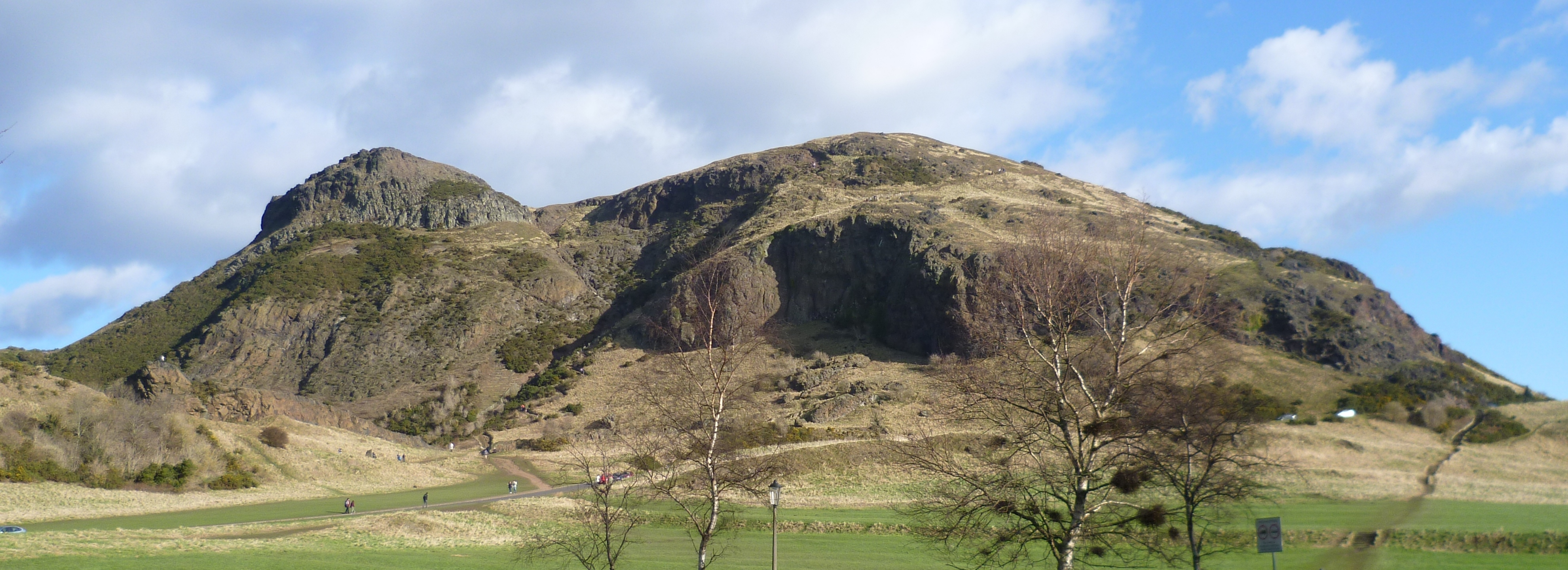
アーサーの玉座

アーサーの玉座は、重要な地質学的特徴(後述)や草地の生息環境、希少な動植物の種の保護のため指定されたアーサーの玉座火山自然保護協会特別指定地区(Arthur's Seat Volcano site of special scientific interest(SSSI))を構成する3つの地域(ホリールード・パーク(アーサーの玉座を指す)、カールトン・ヒル、キャッスル・ロック(en:Castle Rock (Edinburgh)、エディンバラ城の立地。))のうち、最も広い。

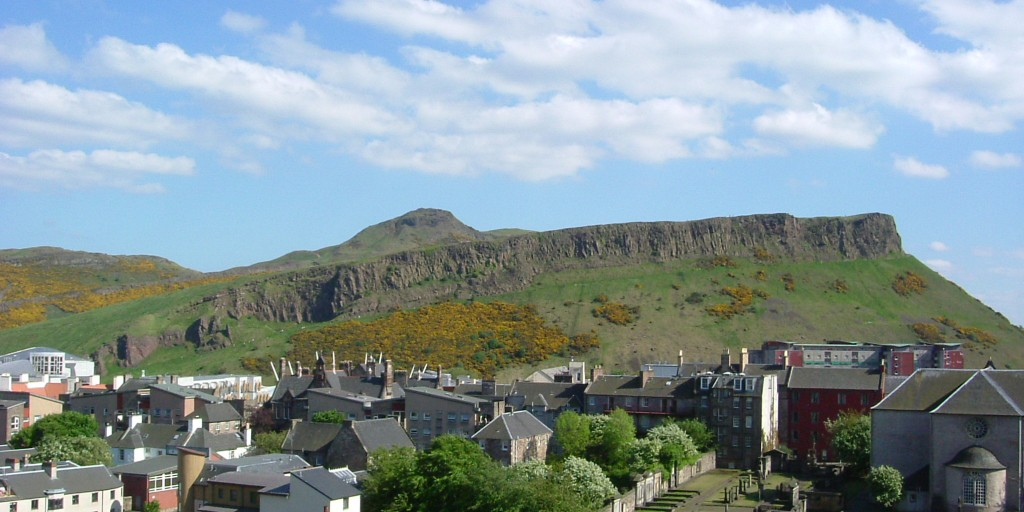
ソールズベリー・クラッグス

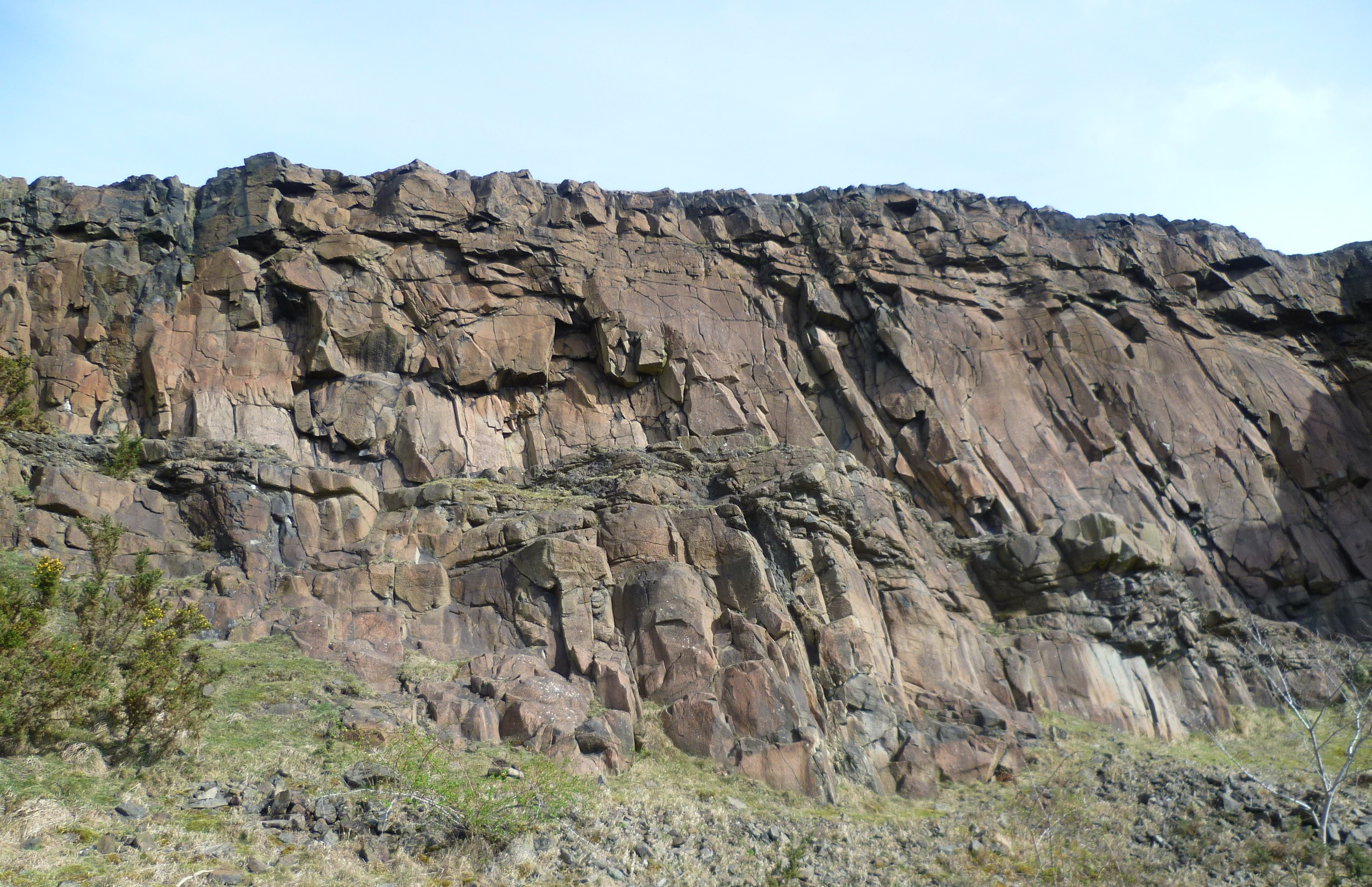
ハットンの断面

アーサーの玉座は、キャッスル・ロックと同様に石炭紀(おおよそ3億5千万年前)に火山活動によって地が盛り上がり、第四紀(おおよそ最後の200万年間)の間に西から東へ動く氷河の浸食によって荒々しい崖を西側にさらして尾を引くように地を東へ押し流して形成された。
このようにして、ソールズベリー・クラッグスが形成されてアーサーの玉座と町の中心の間に玄武岩の崖ができた。近辺のいくつかのポイントから見ると、アーサーの玉座はうずくまっているライオンのように見える。 
2つの火口がライオンらしさを形成しており、アーサーの玉座が'ライオンの頭'(Lion's Head)に、その南東に連なる丘クロー・ヒル(Crow Hill)が'ライオンの尻'(Lion's Haunch)にあたる。
アーサーの玉座とそれに隣接するソールズベリー・クラッグスは、現代地質学の理論の形成に寄与した。ジェームズ・ハットン が、堆積岩の堆積と火成岩の形成は当時考えられていた成り立ちや時期と異なることを観察したのはこの一帯においてである。ソールズベリー・クラッグスにあるハットンの断面(Hutton's Section)では、マグマが堆積岩に貫入し押し上げてドレライト(粗粒玄武岩)の岩床を形成していることが確認できる。

## 人間の歴史
アーサーの玉座の山頂部分にはヒルフォートが作られており、連なるクロー・ヒルまで跨る広さを占めている。
このヒルフォートの防御範囲は視覚的にわかりやすく、アーサーの玉座の山塊を囲むダンサピー・クラッグ(Dunsapie Crag、またはDunsapie Hill)やサムソンのあばら(Samson's Ribs、地層があばら骨のように縦になって崖に露出している。)より上部に作られており、遅くとも先史時代の終わりには確実に存在していたと思われる。これらの砦は、西暦600年頃にエディンバラ城のがけのヒルフォートで書かれたと考えられている叙事詩『ゴドズィン』の主人公であるブリトン人民族ヴォタディーニ(en:Votadini、イギリス鉄器時代のケルト系民族)の力の中心であったのだろう。
丘の東側にある2つの石塁は鉄器時代のヒルフォートの跡を示しており、耕作用の段地はその道の向こうにあり東側の地域ダディングストン(en:Duddingston)からよく眺めることができる。

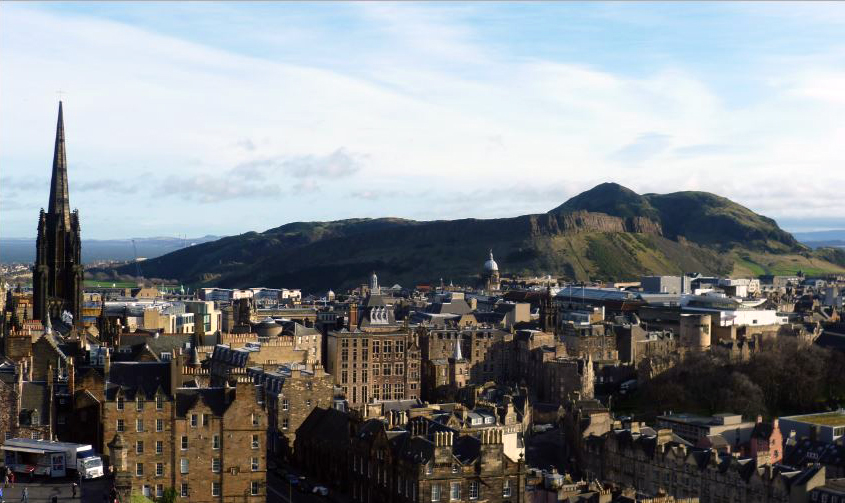
エディンバラ城から臨むアーサーの玉座

ソールズベリー・クラッグスのすぐ下の坂を頂上に向かって上っていく小路では市街を見渡すことができ、散歩道として長く人気がある。この道は、ウォルター・スコットの提案によって、1820年の急進派戦争(en:Radical War)の副産物である社会雇用創出としてスコットランド西部出身の失業中の織工たちによって舗装されて、ラディカル・ロード(Radical Road)として知られるようになった。
1836年、兎狩りをしていた5人の少年が、アーサーの玉座の崖の洞窟の中で小さな木の人形を納めた17の小さな棺一式を見つけた。発見された時からその目的は謎のままだった。 現在強く信じられている説は魔術のために作られたものとするものであるが、最近、1828年のバークとヘア連続殺人事件で犯された殺人との関係が指摘されている。
この事件では、連続殺人の犠牲者として知られた16人に加えて、"医者"に売られた最初の一人である自然疾患で死亡していた男がいる。 しかしながら、殺人の犠牲者は主に女性であったが、見つかった木の人形のうち8体は男性である。あるいはこの棺桶は、医者に売られた16人の遺体に加えて、二人が逮捕された時まだ埋葬されずにいた最後の被害者(貧しい乞食でありおそらくどのみち解剖されていたであろう)を表現しているのかもしれない。棺は現在エディンバラのスコットランド国立博物館(en:National Museum of Scotland)に展示されている。
アーサーの玉座は末日聖徒イエス・キリスト教会の歴史上、1840年にスコットランドの信者が"福音を説くため"に捧げた場所であり、特別重要な存在である。
使徒(en:Apostle (Latter Day Saints))オーソン・プラット(en:Orson Pratt)は1850年初めにスコットランドに到着して、多くの改宗者を得る神の祈りのためアーサーの玉座に登った。

## 神話

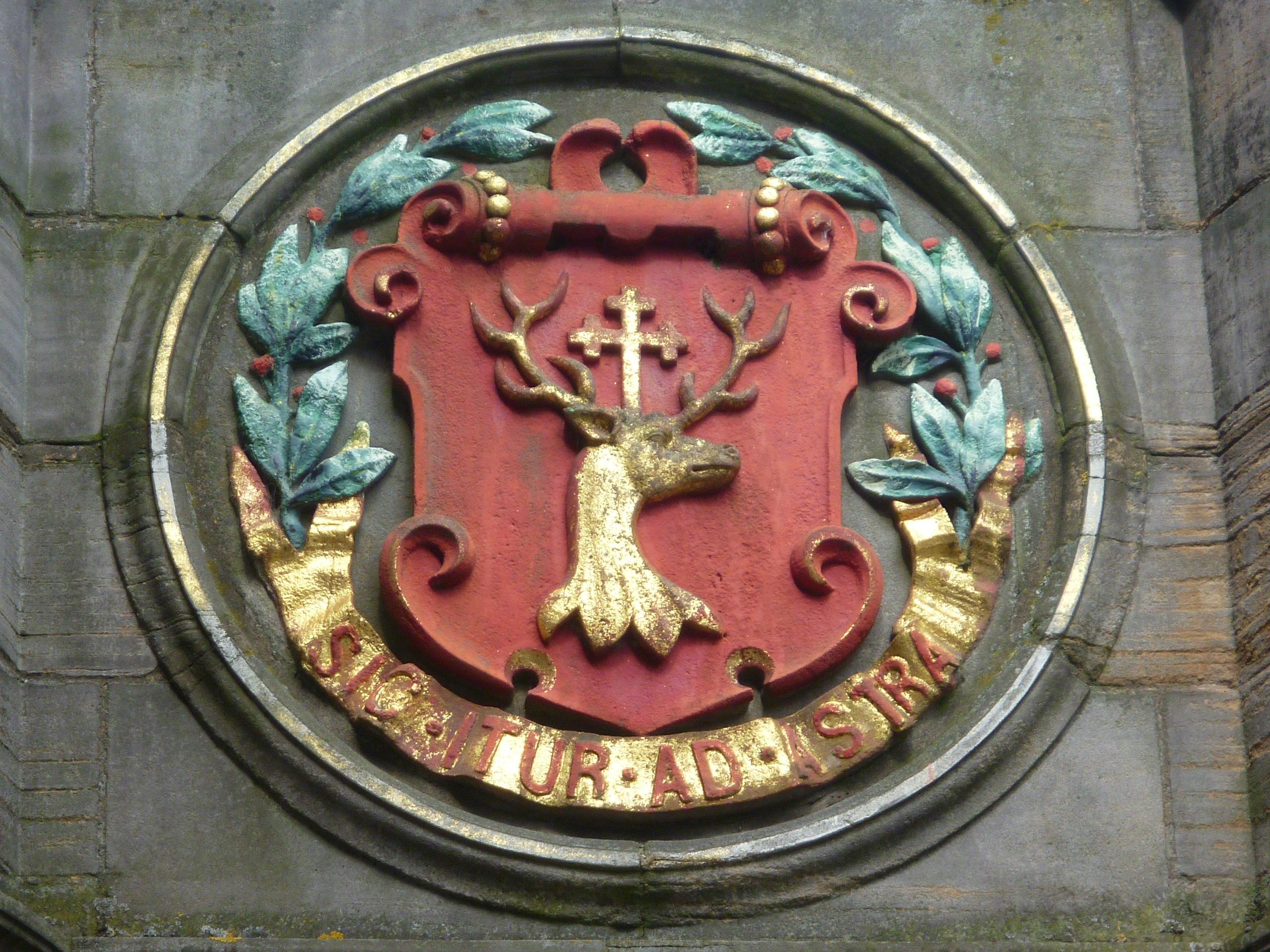
エディンバラの市場十字(:en:mercat cross)に記されたキャノンゲート(:en:Canongate)の自治都市章

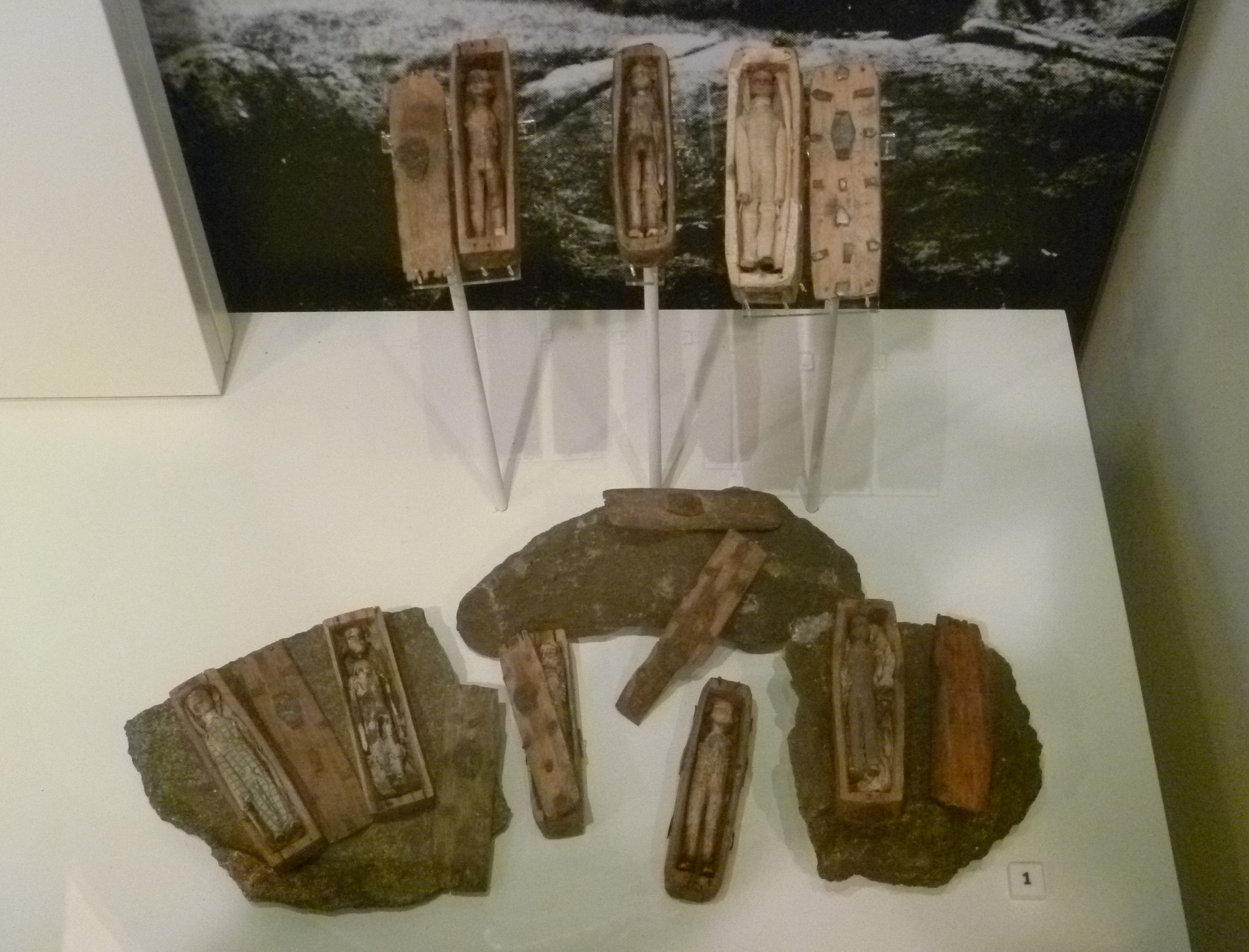
1836年にアーサーの玉座で発見された、謎の棺

アーサーの玉座は、ブリタンニアの王アーサー王の伝説の王都キャメロットの候補地の１つとしてよく言及される。
伝承では、アーサーの玉座の麓をその昔覆っていたドラムセルチ(Drumselch)の森で、12世紀スコットランドの王デイヴィッド1世が狩りで牡鹿に遭遇したとされている。デイヴィッドは落馬して鹿に突き刺されそうになってしまったが、その時、彼の目にその鹿の角の間に十字が見えて、なぜか鹿は背を向けて立ち去り彼は無傷だった。神の加護で命が助かったと信じたデイヴィッドは、この地にホリールード寺院を創設した。アーサーの玉座に近い地域キャノンゲート(en:Canongate)の自治都市章はこの伝承に基づいており、角の間に十字を掲げた牡鹿の頭である。
かつてのエディンバラでは、 五月祭の時期に、少女がより美しくなるためにホリールードに面した丘の坂の露で顔を洗う伝統があった。ロバート・ファーガソン(en:Robert Fergusson)によって1773年に書かれた詩'オールド・リーキー'(Auld Reekie、エディンバラの通称)にはこのような表現が出てくる。
On May-day, in a fairy ring,

We've seen them round St Anthon's spring,

Frae grass the cauler dew draps wring

To weet their een,

And water clear as crystal spring

To synd them clean

## 文学作品での登場
アーサーの玉座は、スコットランドの作家ジェイムズ・ホッグ(en:James Hogg)の1824年の小説 悪の誘惑(en:The Private Memoirs and Confessions of a Justified Sinner) で特別な役割を演じている。ロバート・コールワン(Robert Colwan)とジョージ・コールワン(George Colwan)の仲の悪い兄弟はアーサーの玉座の頂上で霧に包まれてブロッケン現象と呼ばれる不思議な光学現象を目撃し、ジョージは幽霊を見たものと思い込む。この混乱で、ロバートはあやうくジョージを殺しかけるが、彼らは共に丘の麓へ逃げて霧は晴れ始める。
メアリー・シェリーの小説フランケンシュタインの中では、アーサーの玉座はエディンバラの景観の１つとして言及されている。
デイヴィッド・ニコールズ(en:David Nicholls (writer))が2009年に発表した小説 One Day では、その始まりと終わりで大学を卒業したばかりの主人公のエンマ(Emma)とデクスター(Dexter)がアーサーの玉座に登る。また、この小説は2011年に同名で映画化(en:One Day (2011 film))されており、この映画ではラストシーンでアーサーの玉座が映し出される。
ジュール・ヴェルヌの小説 地底都市(またはen:The Child of the Cavern) では、ヴェルヌの地底都市の住人である若い少女ネル(Nell)がアーサーの玉座に連れて行かれて生まれて初めて日の出を見る。それまで地上に出たことのなかった彼女は、地上での生活に順応し始める。
キャサリン・シンクレア(en:Catherine Sinclair)の別荘物語(Holiday House)では、子供たちが養育係の手をすり抜けた日にアーサーの玉座に登る。下り道で子供たちが悪ふざけをして、ローラ(Laura)はほとんど崖から落ちかけてしまう。彼女はうまく体を立て直し、やがて兄弟が救助にやって来る。
アーサーの玉座はイアン・ランキンの小説のいくつかに出てくる。
スティーヴン・バクスターの災害小説ムーンシード(en:Moonseed (Stephen Baxter novel))では、アーサーの玉座の火山活動が再開して、地球の究極的な破滅の第一段階でエディンバラのほとんどを消し去る。
アーサーの玉座で見つかった17の棺は、フィリップ・キャヴェニー(en:Philip Caveney)の書いた10代向けのフィクション小説 17の棺(Seventeen Coffins、出版社フレッジリング・プレス(Fledgling Press)から2014年4月出版)のメインテーマとして書かれている。